# Ação quinquipartite
A Ação quinquipartite foi um documento legal que dividiu a Província de Nova Jérsei em: Nova Jérsei Ocidental e Nova Jérsei Oriental entre 1674 e 1702.

## Histórico
Em 1º de julho de 1676, William Penn, Gawen Lawrie (que serviu em 1683-1686 como o deputado ao governador Robert Barclay), Nicholas Lucas e Edward Byllynge efetivaram uma ação com Sir George Carteret que ficou conhecida como "Quintipartite Deed" ("ação quinquipartite", em que o território foi dividido em duas partes: "East Jersey" (oriental), sob o controle de Carteret; e  "West Jersey" (ocidental), sob o controle de Carteret e seus curadores.
Logo após a assinatura da escritura, surgiram disputas sobre o ponto de divisão exata das duas províncias. A primeira tentativa de resolver o problema, foi a linha de Keith, criada pelo agrimensor-geral George Keith em 1686, e corre de norte-noroeste a partir da parte Sul de Little Egg Harbor, passando ao Norte de Tuckerton e seguindo para cima até um ponto no rio Delaware, logo ao Norte do Delaware Water Gap. Levantamentos e mapas mais precisos foram feitos para resolver mais disputas de propriedade. Isso resultou na linha de Thornton, desenhada por volta de 1696, e a linha de Lawrence, elaborado volta de 1743, que foi adotada como fronteira definitiva para fins legais.
Remanescentes da linha de Keith ainda podem ser vistos nos limites do condado entre Burlington e Ocean; entre Hunterdon e Somerset; bem como em uma série de limites municipais dentro dos condados de Mercer e Ocean, e o alinhamento da Province Line Road no Condado de Mercer.